# Grande Église

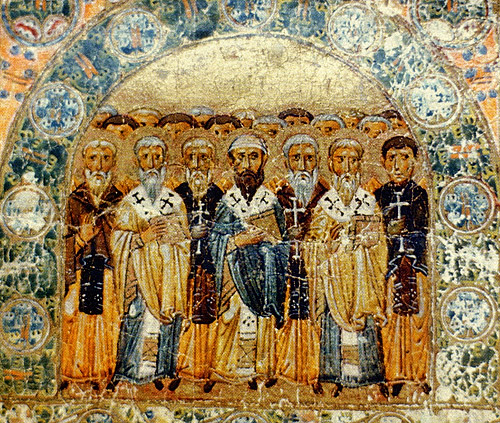
Les Pères de l'Église (fresque du, Kiev).

La Grande Église désigne, dans l'historiographie contemporaine du christianisme ancien et suivant une expression de Celse, le courant du christianisme qui se réclame de la tradition apostolique, dont les évêques sont considérés comme les continuateurs, et qui constitue progressivement le courant majoritaire lors de la structuration du christianisme qui se dessine aux débuts du IIIe siècle. 
Ce courant, qui se caractérise par la communauté de foi avec un corpus de référence, s'impose avec le symbole de Nicée, se qualifie d'« orthodoxe » et tend dès lors à qualifier d'« hérésies » toutes les doctrines concurrentes. Son héritage est revendiqué par les principales confessions chrétiennes actuelles.  

## Historiographie
Si l'expression « Grande Église » apparaît pour la première fois vers 170 sous la plume du philosophe romain Celse qui souligne les divisions des chrétiens de son temps, elle a été reprise par l'historiographie contemporaine pour décrire l'évolution des courants du christianisme qui, rassemblant un réseau de communautés chrétiennes en communion les unes avec les autres, se structurent sur un socle dogmatique commun qui s'oppose aux singularités des diverses doctrines concurrentes. Les théologiens qualifient progressivement ces dernières d'« hérésies » afin de les discréditer.  
« C’est bien ce que reconnaissent ouvertement ceux de la grande église (τῶν ἀπὸ μεγάλης ἐκκλησίας) qui reçoivent pour véridique la tradition courante parmi les Juifs sur la création du monde, par exemple sur les six jours et sur le septième ».
Celse cité par Origène, Contre Celse, V, 59
L'importance de ce courant — parfois qualifié de « proto-catholique » ou de « proto-orthodoxe » —  et l'émergence de ses contours et de sa prépondérance au sein d'une chrétienté fondamentalement plurielle durant les premiers siècles de l'ère commune sont l'objet de discussions et de débats au sein de l'historiographie contemporaine : la reconstitution du processus de formation de cette « Grande Église » est rendue difficile notamment par le filtrage des sources opéré au fil des siècles, à la suite d'Eusèbe de Césarée, par les principales confessions chrétiennes actuelles qui se réclament de son héritage.
L'expression « Grande Église », utilisée par l'historiographie contemporaine sans jugement de valeur, est associée à l'expansion du christianisme qui commence et s'approfondit d'abord dans la partie orientale de l'Empire romain. L'historiographie a donc eu tendance à privilégier la Grande Église d'Orient qui s'accompagne d'une grande diversité de doctrines, à celle d'Occident dont les sources historiques, notamment judéo-chrétiennes, ont été occultées.

## Évolution

### Rapports au judaïsme

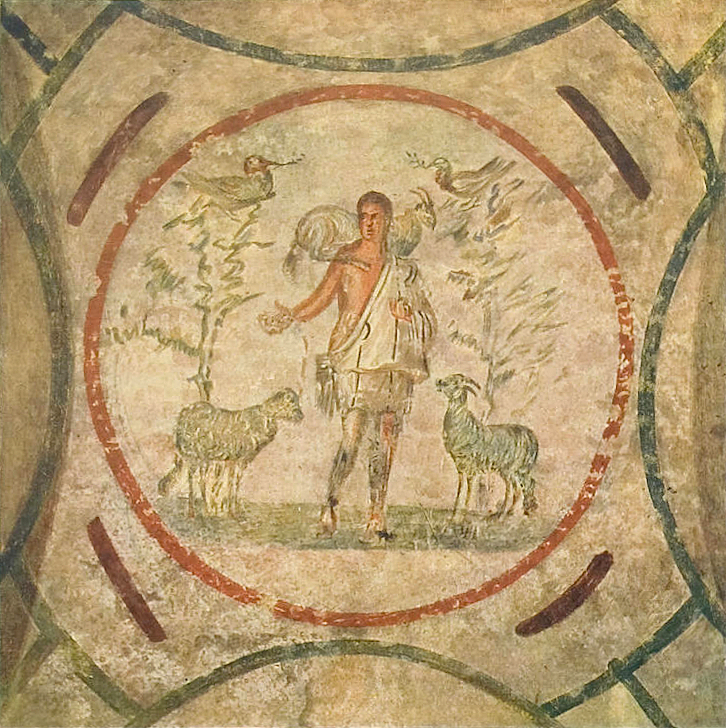
Le Bon Pasteur, catacombe de Priscille, Rome.

Suivant le témoignage de Celse, le premier marqueur de la distinction entre la « Grande Église » et d'autres groupes chrétiens, est le rapport au judaïsme : la « Grande Église » émerge aux alentours de l'an 135 et englobe les chrétiens d'origine païenne, tandis que ceux d'origine juive ou plus généralement qui reconnaissent le dieu des Juifs et observent la Loi et les prescriptions judaïques forment ce que l'on appelle parfois la « Petite Église ».  
La constitution de la « Grande Église » semble ainsi s'opérer dans un mouvement simultané qui la rapproche du « pagano-christianisme » et l'éloigne du « judéo-christianisme ». Toutefois, au nombre des communautés qui constituent la « Petite Église », certaines se trouvent plus ou moins proches de la « Grande Église », et finissent par la rejoindre. Au début du XXIe siècle, la question de la différenciation entre judaïsme et christianisme lors des premiers siècles de l'ère commune constitue un sujet discuté, qui remet en perspective les anciens paradigmes par trop polarisés.

### Vers l'orthodoxie
Au fil du temps, la « Grande Église » a tendance à se dessiner par opposition à certaines communautés minoritaires et, au tournant du IIe siècle, si l'on suit les écrits de Celse, elle peut être définie comme « le réseau majoritaire de communautés chrétiennes en communion les unes avec les autres par opposition aux petits groupes dissidents ». Ce réseau s'accorde sur certains points de doctrine, notamment celui de reconnaître la matrice juive du christianisme, en opposition au Marcionisme et en reprenant l'intégralité de la Bible juive du monothéisme des communautés juives hellénistiques.  
Bien qu'elle soit loin d'être homogène, cette « Grande Église » se caractérise par différents éléments qui dessinent progressivement son orthodoxie comme une « communauté de foi avec un corpus de référence » : établissement d'un canon des Écritures, de professions de foi, d'une présidence unique qui s'incarne dans la figure de l'épiscope héritier de la succession apostolique, une homogénéisation des rites…   
Le courant qui se qualifie d'« orthodoxe » cohabite alors, et ce durant plusieurs siècles, avec des communautés « hétérodoxes » qualifiées par lui d'« hérétiques », soit qu'elles prônent des doctrines différentes comme le marcionisme, le gnosticisme, le montanisme, le manichéisme… soit qu'elles se soient séparées de la « Grande Église » en raison de divergences disciplinaires, à l'instar des novatiens.  
Durant cette période, qui succède à l'Âge apostolique et à l'Église primitive, la « Grande Église » est elle-même traversée de durs combats théologiques, régulièrement accompagnés de violences physiques, qui ne s'apaisent qu'au IVe siècle avec la profession de foi de Nicée et le concile de Constantinople qui marquent, outre son unité théologique et temporelle, le triomphe du courant majoritaire « allant de pair avec une définition stricte de ses frontières et la volonté d'éliminer toutes les autres formes de croyance ».